# Somersault (álbum)
Somersault es el segundo álbum de estudio de la banda sueca Eggstone, publicado por primera vez en Suecia el 25 de febrero de 1994. Un lanzamiento en los Estados Unidos apareció el 10 de noviembre del mismo año por Critique Records. El álbum fue reeditado en vinilo en 1997 por Vibrafon Records, y en 2017 a través de Crunchy Frog Records.

## Lanzamiento y recepción
Ned Raggett de AllMusic escribió qué "El álbum no es perfecto, pero con deleites tales como la derivación del pop de los 60s de "Good Morning" y la melodía ruidosa de "Luck", hacen que Somersault de en el blanco".

## Sencillos y canciones inéditas
"Water" fue publicado como sencillo junto con "Anaesthesia" como lado B en febrero de 1994, un mes antes que el álbum. La canción "Anaesthesia" había permanecido como una canción inédita hasta 2017, donde fue publicado como la canción de cierre en la reedición del álbum Somersault.
"The Dog" fue lanzado como un sencillo promocional en el Reino Unido y Europa en 1994 y se convirtió en un éxito en varias estaciones de radio. El sencillo fue acompañado con un video musical con la banda interpretando la canción en diferentes localizaciones. La canción "It's Not the Rain" fue publicado como un sencillo promocional en 1994, exclusivamente para el mercado estadounidense.

## Lista de canciones
Todas las canciones escritas por Eggstone, excepto donde está anotado.
| Lista de canciones de Somersault |                                  |          |  |
| N.º                              | Título                           | Duración |  |
| 1.                               | «Against the Sun»                | 2:40     |  |
| 2.                               | «It's Not the Rain»              | 3:18     |  |
| 3.                               | «Hang On to Your Eco»            | 2:45     |  |
| 4.                               | «Good Morning»                   | 3:38     |  |
| 5.                               | «Desdemona»                      | 3:02     |  |
| 6.                               | «The Dog»                        | 3:42     |  |
| 7.                               | «Water»                          | 3:08     |  |
| 8.                               | «Luck» (Eggstone, Michael Blair) | 3:49     |  |
| 9.                               | «Cornflake Crown»                | 3:14     |  |
| 10.                              | «Split»                          | 2:40     |  |
| 11.                              | «Happiest Fool»                  | 3:23     |  |

## Créditos
Créditos adaptados desde las notas del álbum.
Eggstone
- Per Sunding – voz principal, bajo eléctrico
- Patrik Bartosch – guitarra, teclado, vibráfono, Glockenspiel, coros
- Maurits Carlsson – batería, percusión, coros

Músicos adicionales
- Gunilla Markström – violín
- Leila Forstén – violín
- Nikola Zidarov – viola
- James SK Wān – flauta de bambú